# Ruta del Císter, GR-175

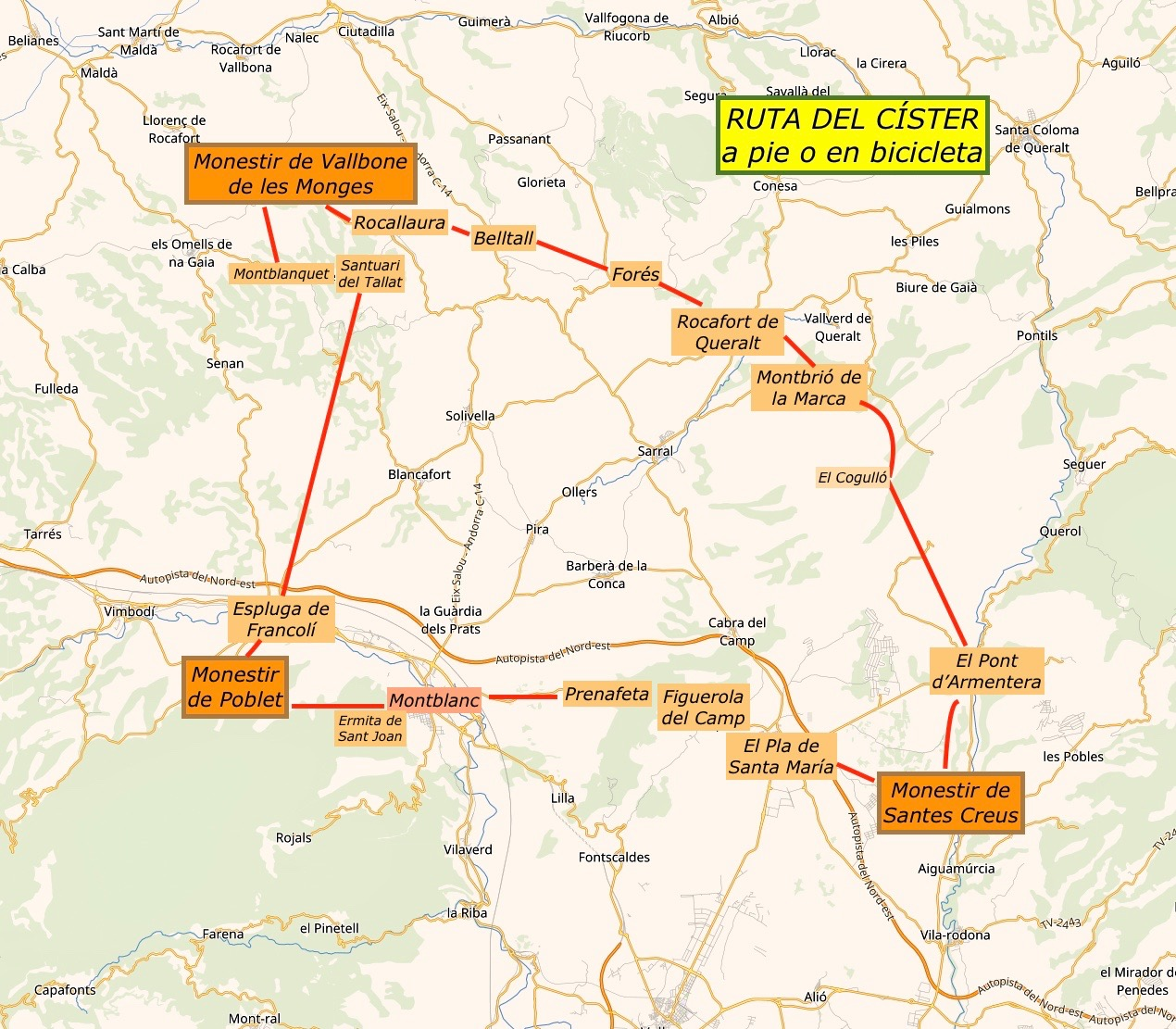
Ruta del Císter para hacer a pie o en bicicleta

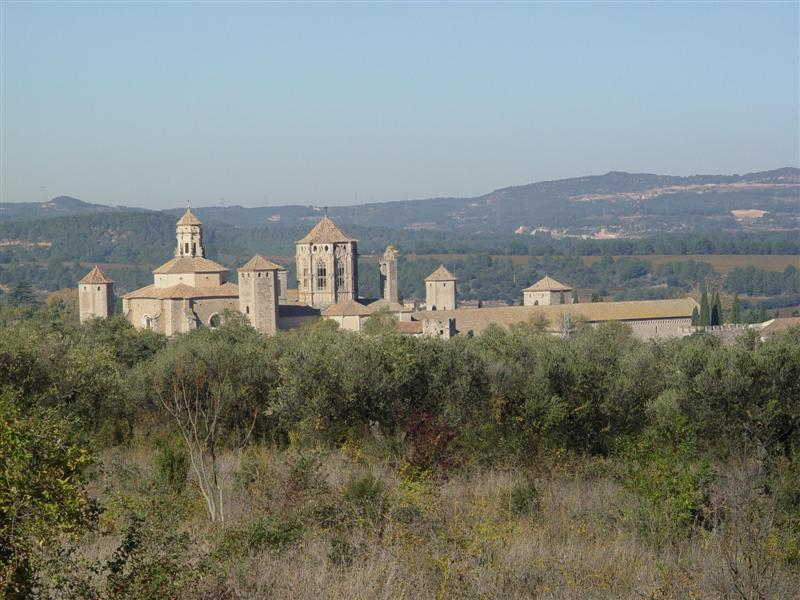
Monasterio de Poblet

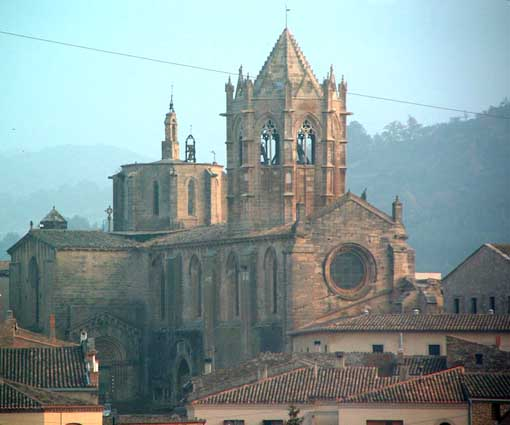
Monasterio de Vallbona de las Monjas

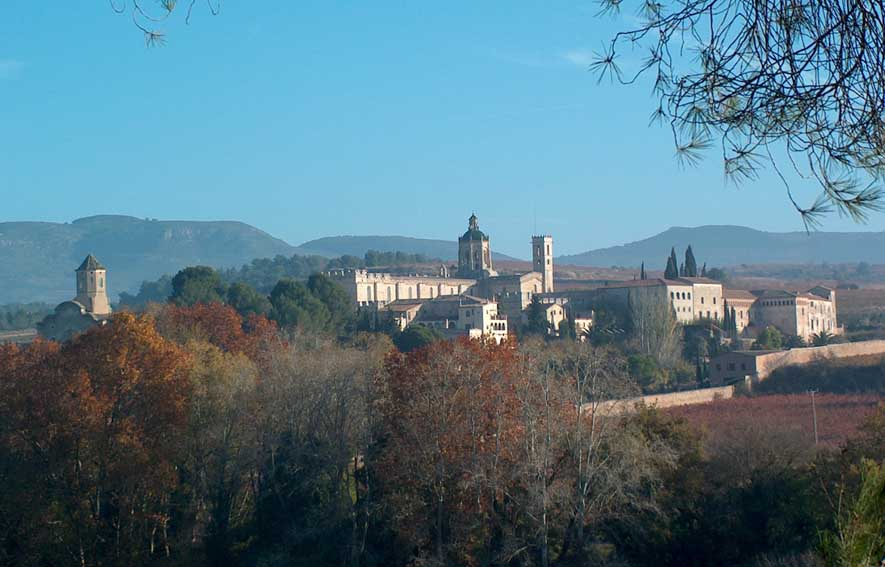
Monasterio de Santes Creus

La Ruta del Císter es un recorrido que puede realizarse a pie o en bicicleta por el sendero de gran recorrido GR-175 y que une tres monasterios cistercienses en el sur de Cataluña. Estos monasterios son: Santa María de Vallbona, en la comarca de Urgel, en la provincia de Lérida; Santa María de Poblet (que es Patrimonio de la Humanidad) en la Cuenca de Barberá, en la provincia de Tarragona, y el monasterio de Santes Creus, en la comarca del Alto Campo, también en la provincia de Tarragona.
La denominación Ruta del Císter fue ideada en 1989 con el fin de potenciar el turismo en estas tres comarcas catalanas. Desde los monasterios, se puede llegar fácilmente a diferentes lugares con una grande riqueza en arquitectura, gastronomía y artesanía.

## La orden y los monasterios
La orden del Císter es fundada por Roberto de Molesmes en la abadía de Císter en 1098, cerca de Dijon en Francia, como una rama de la orden de San Benito. Promueve el ascetismo, el rigor litúrgico y el trabajo manual. Se desarrolla con Bernardo de Claraval (1090-1153) y hoy está formada por dos órdenes diferentes, la orden de la «Común Observancia», con unos 1300 monjes y 1500 monjas repartidos en 62 y 64 monasterios respectivamente, y la Orden Cisterciense de la Estrecha Observancia o de la Trapa, con 2000 monjes y unas 1700 monjas, que se llaman trapenses por proceder de la reforma de la abadía de la Trapa, en Normandía, repartidos en 106 monasterios masculinos y 76 femeninos. En España hay una decena de monasterios trapenses masculinos y nueve de monjas. En cuanto a la común observancia, España está dividida en dos congregaciones, la Congregación de San Bernardo de Castilla y la Congregación de Aragón. La primera tuvo su época de esplendor en el siglo XVII, con 45 abadías. Hoy quedan 20 monasterios y 2 abadías. En la Congregación de Aragón quedan tres monasterios masculinos y dos femeninos: de los primeros, Poblet, en Tarragona; Santes Creus, en Tarragona, y Solius, en Gerona; de los segundos, Santa María de Vallbona, en Lérida, y Santa María de Valldonzella, en Barcelona.

#### El recorrido por el GR-175
Los cistercienses, también conocidos como benedictinos blancos, llegaron a tener en Cataluña once residencias masculinas (entre prioratos y monasterios) y trece femeninas. Poblet, Santes Creus y Vallbona se usaron para proteger la frontera a medida que los musulmanes se retiraban hacia el sur, y para cristianizar la región.

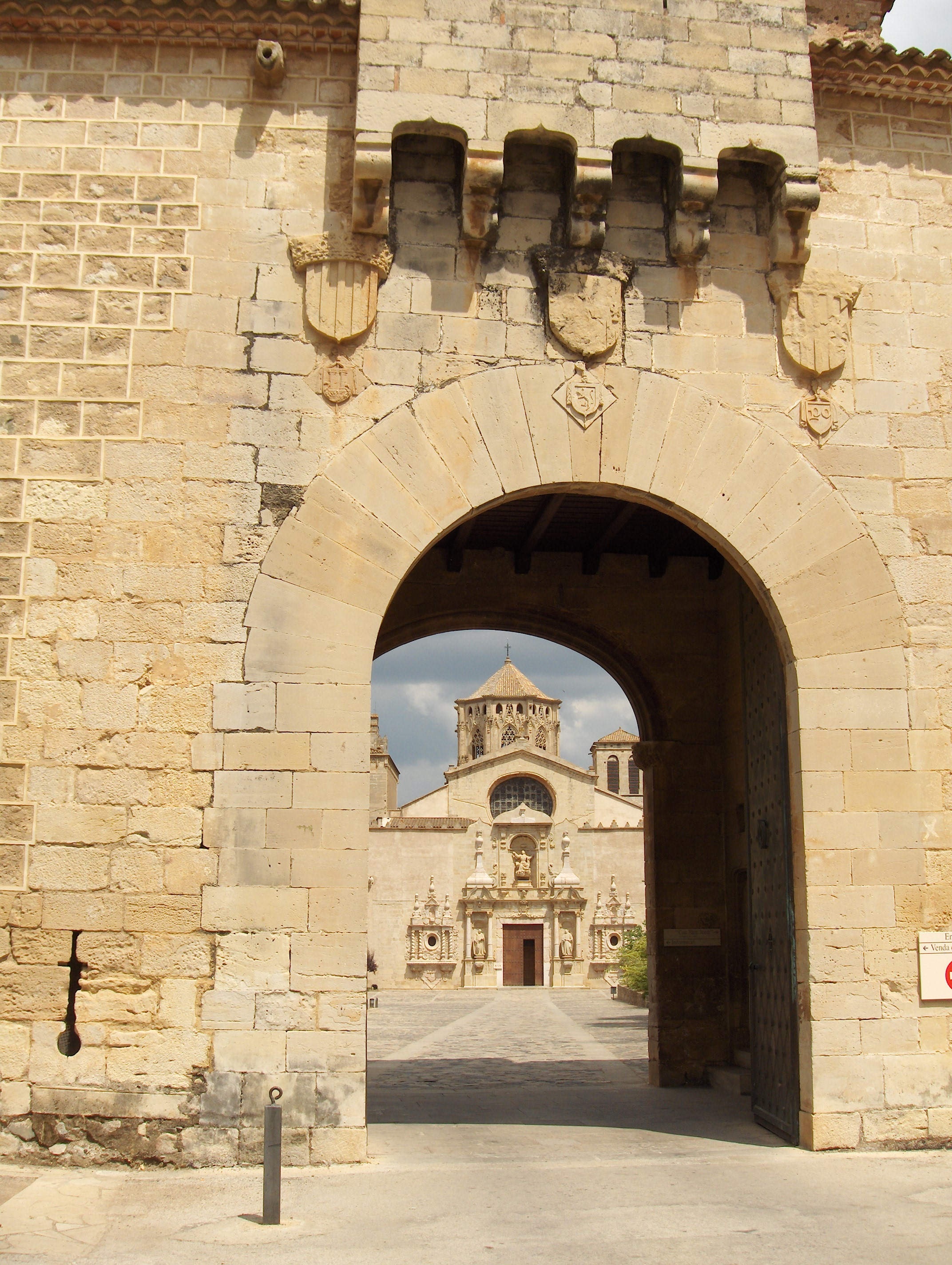
Monasterio de Poblet. Puerta Dorada, con la puerta barroca al fondo.

La ruta, conocida como GR-175, tiene un total de 103,5 km.

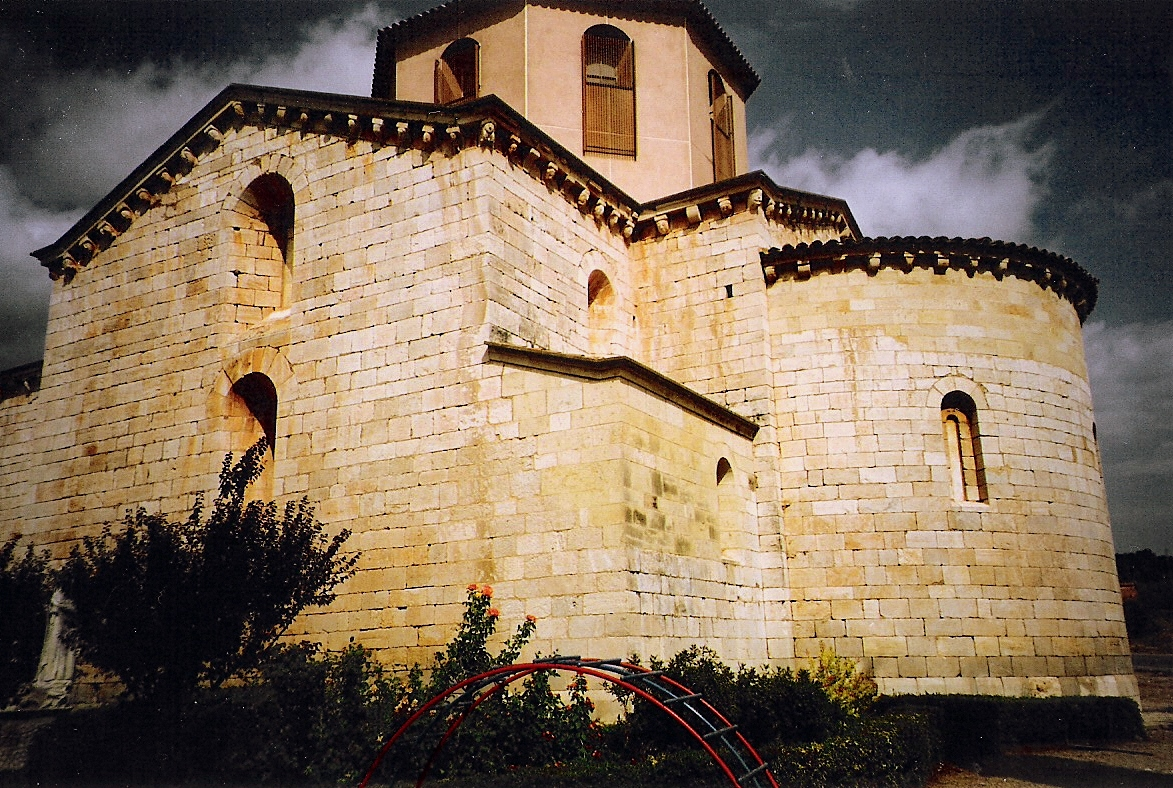
Iglesia de San Ramón de Penyafort en el Pla de Santa Maria, entre Santes Creus y Montblanch

- Km 0 * Monasterio de Santa María de Poblet,[2] a 490 m de altitud, fundado en 1150 por Ramón Berenguer IV de Barcelona, al pie de las montañas de Prades, en la Cuenca de Barberá. Pertenece a la Orden del Císter desde el siglo XII y fue panteón de la Corona de Aragón entre los siglos XIV y XV. Destaca el claustro, construido entre los siglos XIV y XVI y, en el entorno, el bosque de Poblet, un bosque mediterráneo tipo de encina, roble y pino. En el siglo XIV, la jurisdicción del monasterio se extendía sobre siete baronías, unos sesenta pueblos. Con la desamortización de Mendizabal de 1835, los 60 monjes abandonaron el monasterio. En 1920 se crea el Patronato del monasterio, en 1940, los monjes vuelven y en 1945 se crea la hermandad que inicia la restauración.[3]
- Espluga de Francolí, a 2,5 km del monasterio de Poblet, a 410 m de altitud. Se puede descender desde el monasterio por un camino rodeado de viñedos o por la carretera junto a los pinares del Parque natural de Poblet, que pertenecen a las montañas de Prades, donde nace el río Francolí, al sur de la población. Espluga tiene 3.742 habitantes. Tiene un castillo que fue templario y luego hospitalario. Son muy destacables el Museo de la Cova de Font Major, arqueológico, con un río subterráneo; el Museo de la Vida Rural; la Fassina Balanyà o Destilería Balanyà, y el Celler Cooperatiu, modernista, de 1913. La iglesia de San Miguel es del siglo XIII, se reconstruyó a finales del siglo XIX en estilo neoclásico. El camino cruza el río Francolí, a 410 m, y el camino asciende en dirección norte durante 10 km hasta el Cap del Coll, a 725 m, en la serra del Tallat, muy cerca del Tossal Gros de Vallbona, de 804 m. A 2 km del collado, carenando hacia el nordeste, se alcanza el santuario del Tallat, en un altozano.

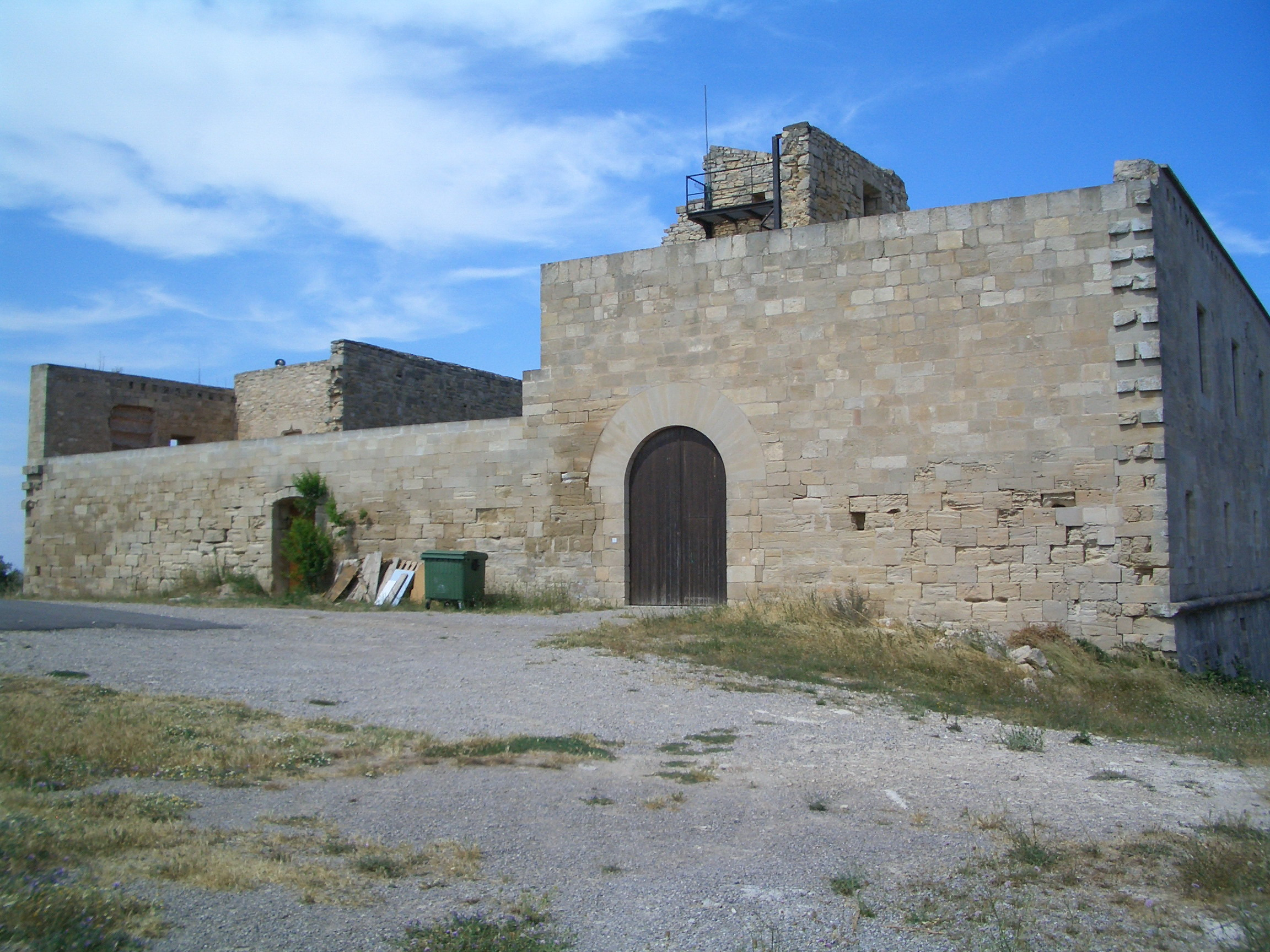
Santuario del Tallat

- Santuario del Tallat, a 787 m de altura, junto a la font de la Mare de Deu del Tallat, a unos 15 km hacia el norte desde Espluga de Francolí. La imagen de la virgen del santuario se encontró en el siglo XIV en una cueva cercana. En el límite de las comarcas del Urgel y la Cuenca de Barberá. La primera iglesia fue fundada en 1354; destruida y reconstruida en 1475, fue cedida al monasterio de Poblet en 1509, convertida en priorato y santuario hasta la desamortización de Mendizábal, en 1822, en que fue abandonada. Los ornamentos fueron trasladados y la reconstrucción, a cargo dels Amics del Tallat, carece de ellos. Desde aquí, el camino desciende a lo largo de unos 3 km hasta Montblanquet.

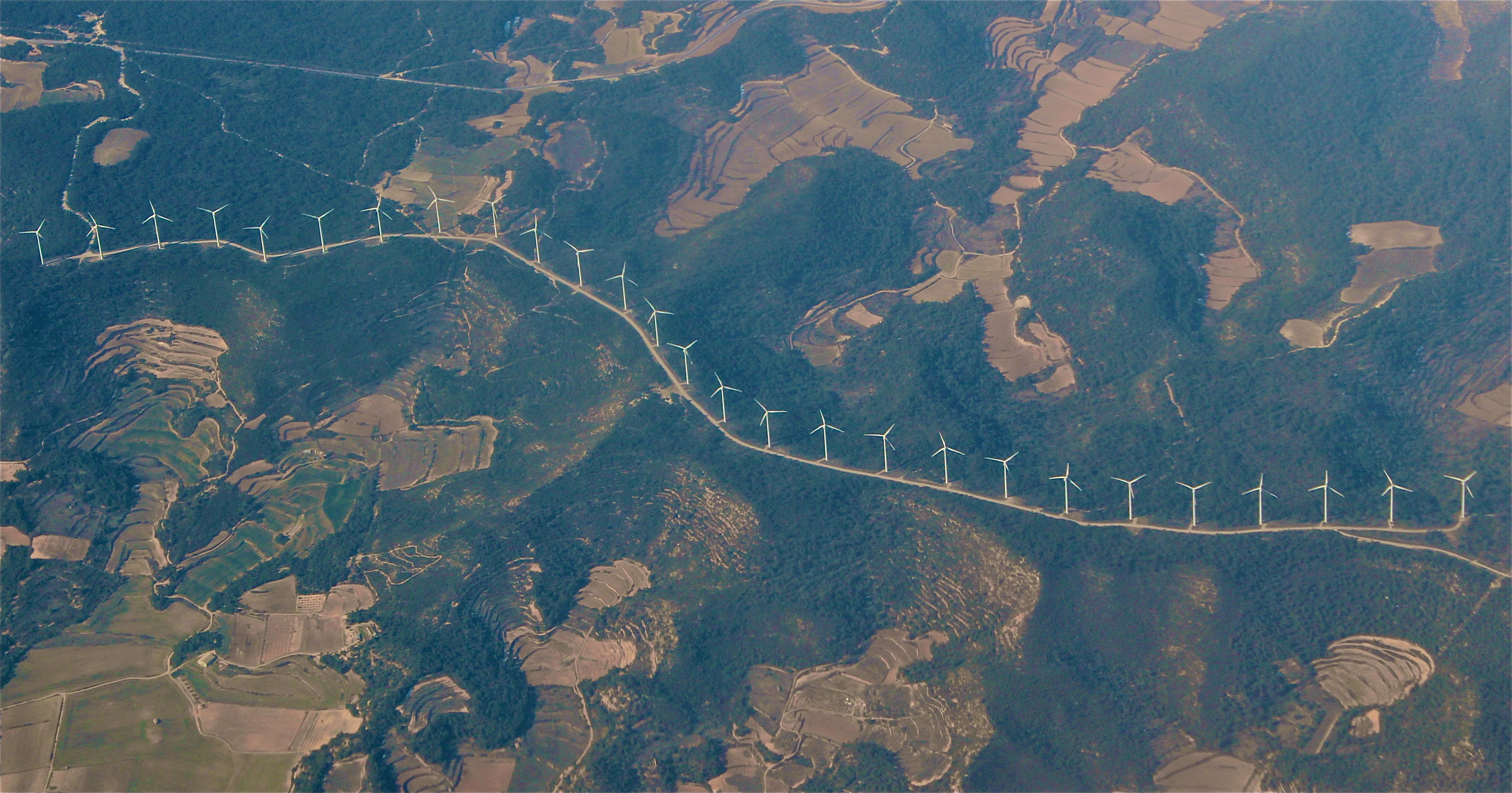
Vista aérea del Parque eólico de la Sierra del Tallat

- En la sierra del Tallat, que domina la parte alta de este recorrido se encuentra el Parque eólico de la Serra del Tallat, inaugurado en 2007 con 33 aerogeneradores repartidos por todas las crestas de la sierra y 49,5 MW de potencia. Cerca se encuentra el parque Vilobí 1, con 27 aerogeneradores más. Las reclamaciones de vecinos y ecologistas estuvieron a punto de conseguir que se derribaran 25 de las torres, de 80 m de altura, alegando que era zona de paso de aves.[4] Finalmente, el Tribunal Superior de Justicia de Cataluña determinó que debería seguir funcionando.[5]
- Montblanquet, a 627 m de altitud, tiene 17 habitantes y pertenece al municipio de Vallbona de las Monjas, aunque se halla a solo 3 km del municipio de Omélls de Nagaya. Perteneció al Monasterio de Poblet hasta 1835. Tiene un castillo de 1156. La iglesia cisterciense de Sant Andreu y Sant Roc, es del siglo XIII. Desde aquí, el camino desciende 5 km hasta Vallbona de las Monjas, a 481 m.

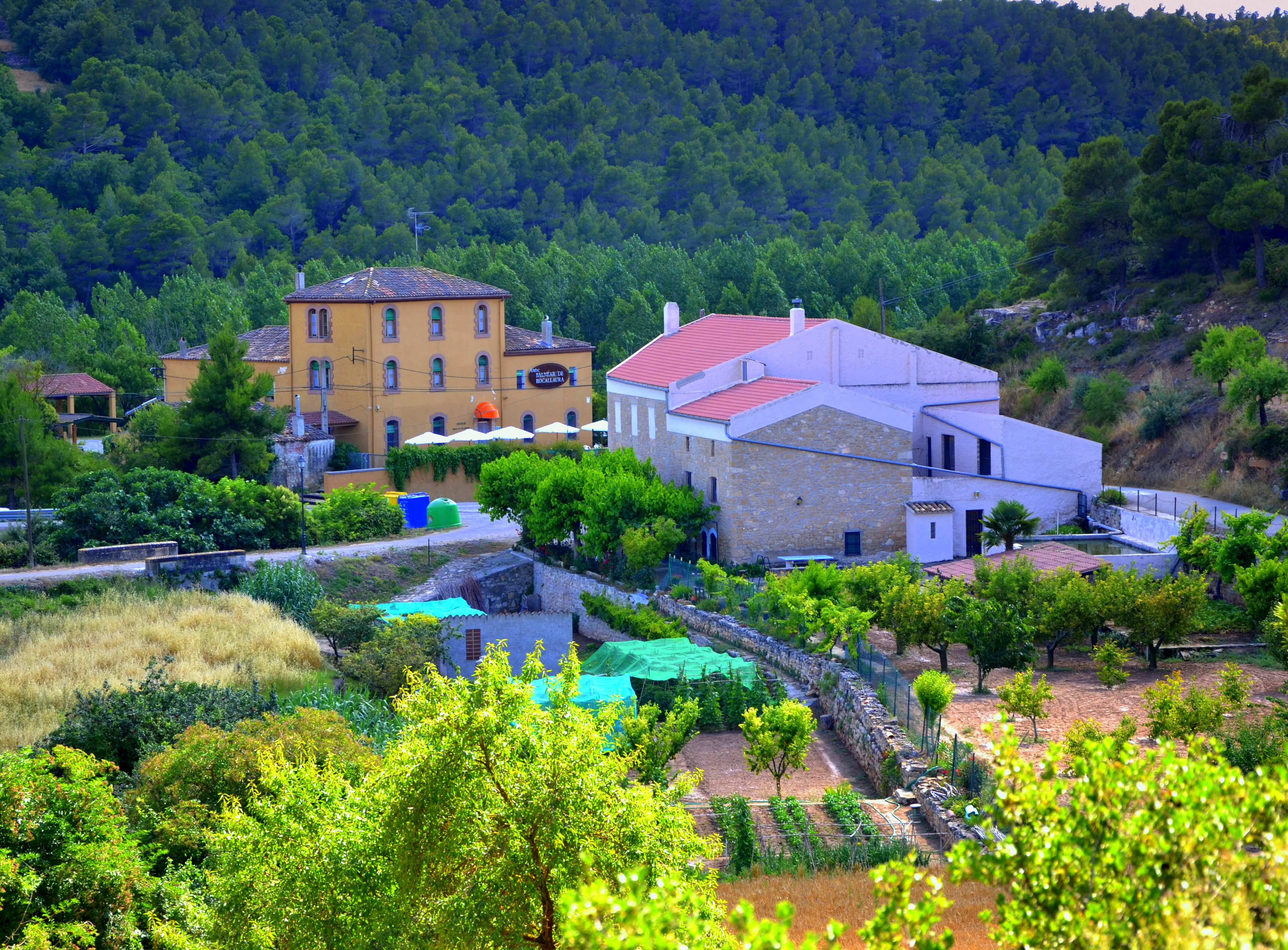
Balneario de Rocallaura

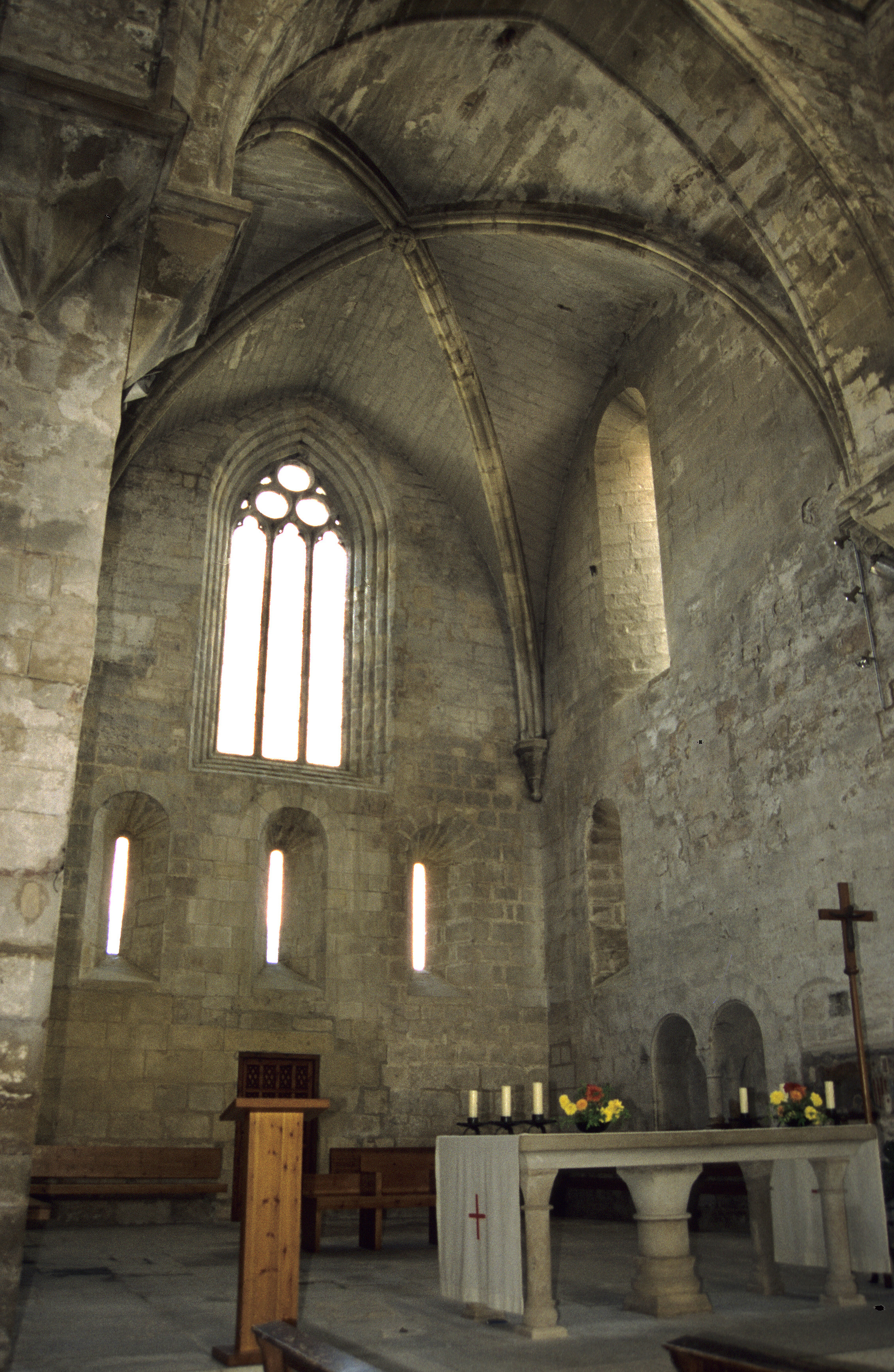
Presbiterio de la iglesia conventual de Vallbona de las Monjas, con las tres ventanas simétricas del triplete cisterciense.

- Km 24,29 * Monasterio de Vallbona de les Monges, a 479 m de altitud, construido entre los siglos XII y XIV, es el cenobio femenino cisterciense más importante de Cataluña. Fundado por Ramón de Vallbona como comunidad mixta, a su muerte se hace cargo la primera abadesa Òria Ramírez y se convierte en abadía. Alcanza su esplendor en el siglo XIV y es perjudicado después por los sucesivos conflictos, como la Guerra Civil Catalana de 1462, o la Sublevación de Cataluña, de 1640. La desamortización de 1835 y la guerra cicivl española de 1936 hicieron a las monjas abandonar temporalmente la abadía, pero actualmente, la vida monástica continúa. La prohibición del Concilio de Trento en el siglo XVI de que hubiera monasterios femeninos en el campo hizo que se fundara a su lado el pueblo de Vallbona.[6] El monasterio no es tan completo como los de Poblet o Santes Creus.
- Rocallaura. Desde Vallbona, el camino se dirige hacia el este; a 4,6 km cruza el Turó de l'Isidre, desde donde puede bajarse a Rocallaura, a 649 m, o seguir por las lomas (turons) hasta Belltall, unos 7 km más adelante. Rocallaura es una entidad municipal descentralizada que pertenece a Vallbona, con 85 habitantes y de economía agraria. Perteneció a las abadesas de Santa María de Vallbona y su iglesia, dependiente de la del Tallat, está dedicada a San Lorenzo. A poca distancia hacia el oeste se encuentra el Balneario de Racallaura, que actualmente es una casa de colonias.[7]

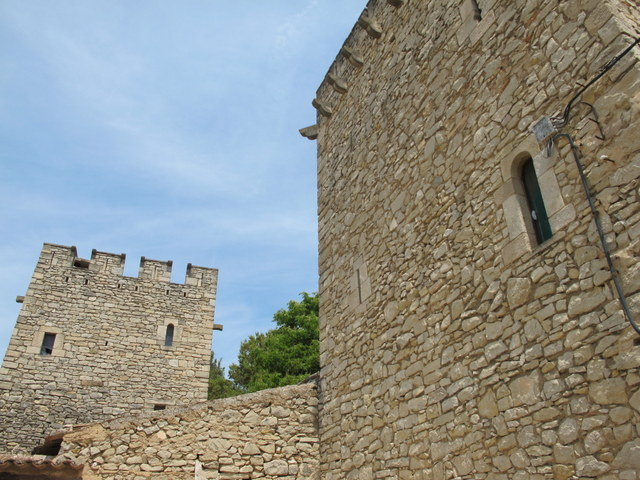
Castillo de Rocafort de Queralt

- Belltall, a 11 km de Vallbona y 714 m de altitud, Pasanant i Belltall tiene 150 habitantes. Iglesia neoclásica de Sant Pere de Belltall. desde aquí, el camino sigue ascendiendo por una carena poblada de aerogeneradores que pertenecen a dos parques: el parque eólico de les Forques, con 15 molinos de viento de 78-90 m de altura y 30 MW, y el Parque eólico Conesa II, con 16 aerogeneradores de 90-100 m y 32 MW de potencia.[8]
- Forès, a 866 m de altitud, se encuentra en lo más alto de la cresta de los aerogeneradores, a 5 km de Belltall y a unos 16 km de Vallbona. Tiene 43 habitantes. Fue uno de los primeros lugares en repoblarse tras la reconquista. Destaca la Iglesia de San Miguel de Forés, románica, del siglo XI. Desde aquí, el camino desciende rápidamente hasta Rocafort, que se halla a 4 km.
- Km 44,84 * Rocafort de Queralt, a 550 m de altura, tiene 241 habitantes. Fue baronía de Queralt y fue pasando por diversas manos hasta hoy en que el barón es Rafael Cirera i Oller desde 1995.[9]
- Montbrió de la Marca, a 2,6 km de Rocafort, es una entidad de población del Sarral, en la Cuenca de Barberá, a 630-650 m de altitud. En torno al castillo de Montbrió, que perteneció a templarios y hospitalarios. Situado a los pies de la sierra de Comaverd y del Cogulló, desde aquí se alcanza el punto más alto del recorrido. Rodeado de viñedos, destaca la bodega modernista de Pere Domènech i Roura, y las obras de alabastro.[10]
- Coll de Maldà, el punto más alto, a 4 km de Montbrió y 6,6 km de Rocafort, en la carena de la serra de Comaverd, se sube a casi 900 m. Aquí, si se va hacia el este, una variante sube hasta el Puig Comaverd, de 908 m, muy cerca, y desciende hasta la Font del Coll de Valls, a 744 m, donde empalma con el GR-7 que va desde Andorra hasta el estrecho de Gibraltar. Siguiendo el GR-7 hacia el sur se recupera el GR-175 en el coll de Sarriá. Si se sigue el GR-175 desde el coll de Maldà hacia el sur, a unos 3 km por la carena, se llega al Cogulló, a 860 m.
- Roca del Cogulló de Comaverd, a 9,5 km de Rocafort. La roca, al este, está a 879 m. 2 km más adelante se alcanza el coll de Sarriá, a 662 m, lugar de cruce con el GR-7. Luego, el camino bordea el Puig de Cabdells, de 828 m, por el este y desciende, dejando al oeste la urbanización del Mas del Plata con su estatua de Mazinger y encara el barranc de las Bruixes hasta Armentera, a 9 km.
- El Pont d'Armentera, a 414 m y a 18,6 km de Rocafort. 580 habitantes. De origen romano, se construye en una curva del río Gaia, de donde salía un acueducto para llevar agua a Tarragona.

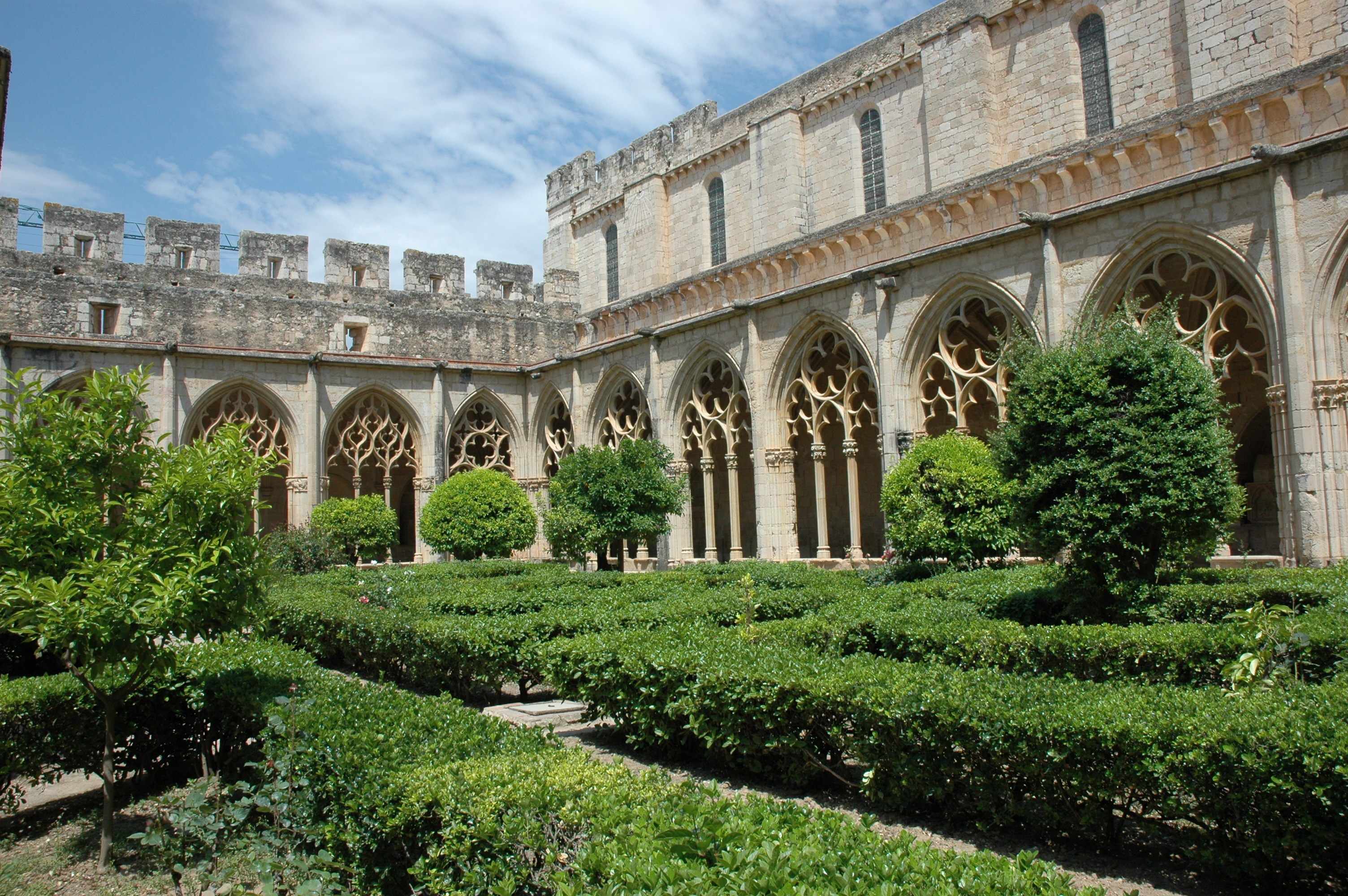
Claustro del Monasterio de Santes Creus

- Km 68,67 * Monasterio de Santes Creus, a 24 km de Rocafort. El Reial Monestir de Santa Maria de Santes Creus, a 316 m de altitud, fue fundado en 1168 con los monjes procedentes de Vallbona junto al río Gayá y se convirtió en panteón real con Pedro III de Aragón. También se hallan aquí los sepulcros de Jaume II y Blanca de Nápoles. Tiene dos claustros.
- El Pla de Santa María, a 9 km de Santes Creu, 388 m de altitud, 2.305 habitantes. Un espacio llano en un cruce de caminos, entre las sierras de Cogulló y Miramar. Destaca la iglesia de San Ramón de Penyafort (siglos XII-XIII), románica, con un rosetón como el de Santes Creus. Se puede visitar el Centre d’Interpretació del Tèxtil i Museu Agrícola, donde se expone maquinaria (telares, urdidoras) en funcionamiento. La propuesta de construir una planta incineradora en 1990 en este municipio y la revuelta consiguiente que lo impidió dio lugar al partido Unió d'Independents de la Conca de Barberà (Unic), que en 1995 se unió a otros grupos para crear la Federació d'Independents de Catalunya.[11] La Ruta de la Capona en torno al municipio muestra el uso abundante de la construcción en piedra seca por estas tierras.[12][13]
- Figuerola, a 12 km de Santes Creus, 480 m de altitud, 315 habitantes. A los pies de la sierra de Miramar y el bosque del mismo nombre. Entre el siglo XIII y 1835 forma parte de los dominios del Monasterio de Poblet.

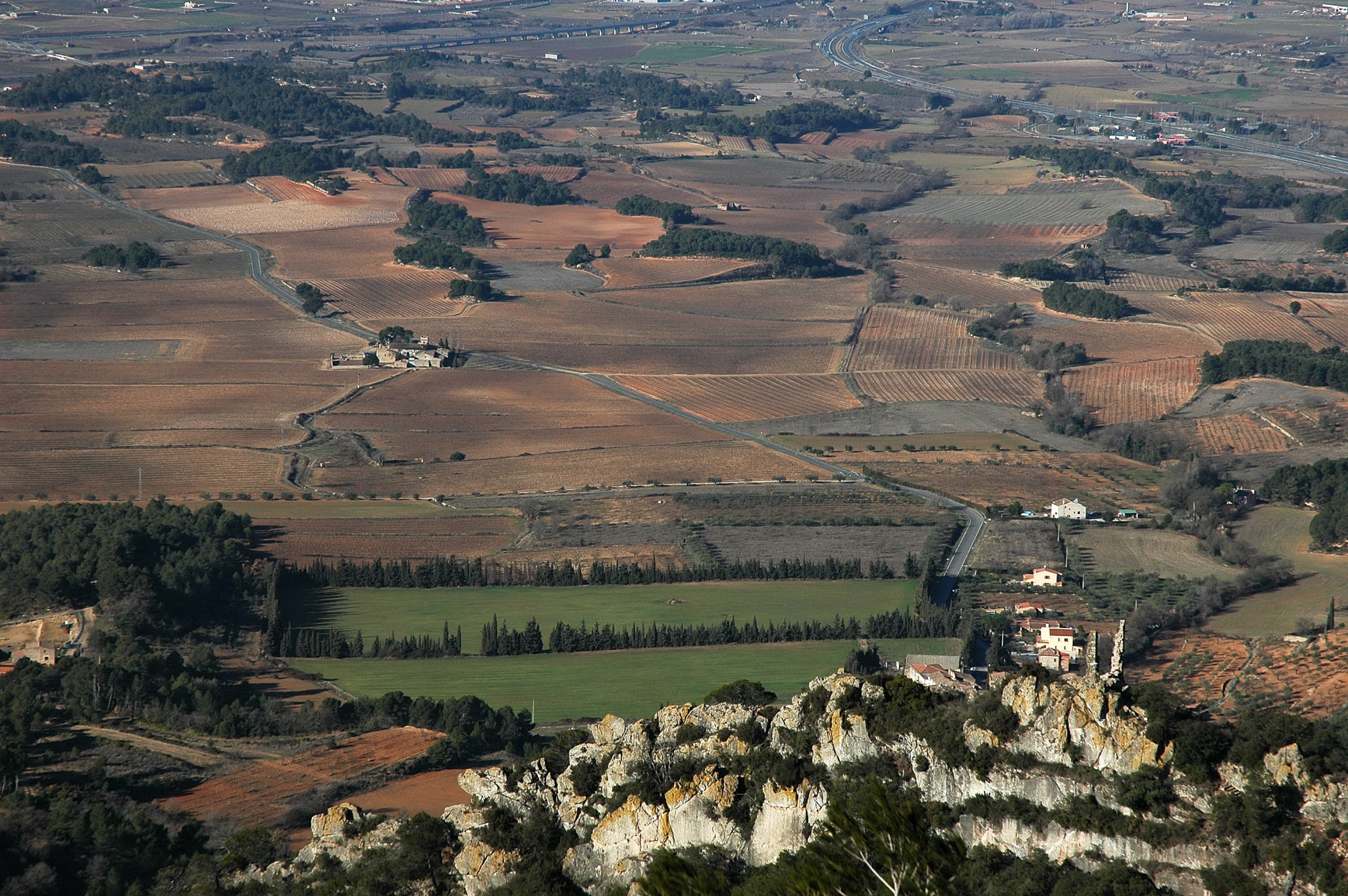
Vista de Prenafeta desde la sierra de Miramar.

- Km 86,14 * Prenafeta. Después de Folguerola, el camino asciende, pasa por un mirador y llega hasta el col de Prenafeta, a 15 km de Santes Creus y 730 m de altitud, carena hasta 770 m y baja bruscamente a la población de Prenafeta, a 18 km de Santes Creus. Prenafeta, a 470 m de altitud, es una entidad de población de Montblanch. Está a los pies del Tossal Gros de Miramar, montaña de 867 m que culmina la sierra de Miramar en forma de acantilados. Por Prenafeta pasa de nuevo el GR-7, sendero de gran recorrido entre Andorra y el estrecho de Gibraltar.
- Montblanch, a 7 km de Prenafeta y 355 m de altitud, junto al río Francolí.

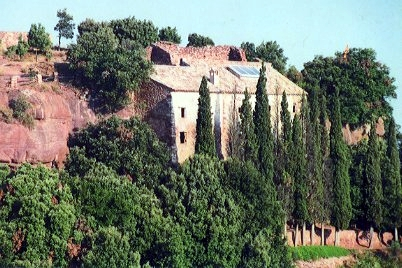
San Juan de la Montaña, por encima de Montblanch

- Ermita de San Juan de la Montaña, a 5,5 km de Montblanch, en fuerte ascenso hasta 700 m. En el ascenso se atraviesa el bosque de Gorrines, de pino blanco y encina, y con la altura la tierra se vuelve más rojiza, arcillosa, y la vegetación se vuelve más variada. La ermita está rodeada de cipreses y tiene una vista extraordinaria sobre la comarca. Podría haber sido construida a principios del siglo XV o ya existir como invocación de Juan el Bautista. Posee numerosas dependencias y estuvo habitada por ermitaños hasta 1936. Tras la guerra civil, una asociación llamada ermitaños de San Juan de la Montaña la han ido restaurando poco a poco.[14][15]
- Km 103,5 * Monasterio de Poblet